# Allan Donald
Allan Anthony Donald (nacido el 20 de octubre de 1966) es un exjugador de críquet sudafricano que ahora es entrenador de críquet. En 2019, Donald fue incluido en el Salón de la Fama del Cricket de ICC. El 4 de marzo de 2020, la junta de cricket de Bangladés nombró a Allan Donald como el nuevo entrenador de bolos de la selección nacional.

## Trayectoria deportiva
En noviembre de 1991, Donald hizo su debut en One Day International para Sudáfrica contra India. Hizo su debut en Test Cricket contra West Indies en abril de 1992. Dejó Test Cricket después de colapsar en la aplastante derrota de Australia en Johannesburgo en 2001-02, se retiró de One Day International en 2003, después de la salida de Sudáfrica de la Copa del Mundo de 2003, y de todo el cricket un año después cuando su deterioro físico se aceleró. En la Copa Mundial de Críquet de 1999, durante el mayor partido internacional de críquet de un día de la historia, la semifinal entre Sudáfrica y Australia, Donald fue el último bateador del equipo sudafricano.